# Синистер Гейтс
Брайан Элвин Хейнер-младший (англ. Brian Elwin Haner, Jr.), американский гитарист-виртуоз, более известный как Синистер Гейтс (англ. Synyster Gates) — рок-музыкант и ведущий гитарист группы Avenged Sevenfold.

## Личная жизнь
У Брайана есть сестра МакКенна и два брата — Брент и Джонни (не путать с Джонни Крайстом). Его отец Брайан Хейнер-старший, музыкант и комедиант, известный в Америке под псевдонимами «Guitar Guy» и, благодаря сыну, как «Papa Gates». Женат на Мишель ДиБендетто. Свадьба состоялась 7 мая 2010 года. 12 мая 2017 у пары появился сын Nicolangelo «Nicci» Saint James Haner, а 20 октября 2019 — дочь.

## Творческая биография
Брайан не до конца выучился в Музыкальном институте в Голливуде по классу джазовой гитары. Через полгода тщетных попыток выбиться в люди ему позвонил старый друг по школе The Rev и предложил быть гитаристом в их группе Avenged Sevenfold. Брайан согласился и продолжил обучение.
Хейнер пришёл в группу в возрасте 18 лет. Тогда был конец 1999 года и группа едва закончила записывать свой первый альбом Sounding the Seventh Trumpet. Потом альбом был переиздан с перепетым треком «To End The Rapture» и уже с новым полноценным членом группы — Синистером Гейтсом.

### Псевдоним
На DVD All Excess, когда участники группы рассказывали как они придумывали себе псевдонимы, Хейнер заявил, что, однажды, поехав в автомобиле в алкогольном опьянении, он резко остановился и у него вырвалось: «Я — Синистер Гейтс». Синистер — амбидекстр, он может писать как правой, так и левой рукой. От рождения левша, но играет на гитаре как правша.

### Награды
- 2006 — Metal Hammer в номинации «Young Shredder».
- 2006 — «Лучший гитарист года» по версии журнала Total Guitar Magazine.